# Châtillon-sur-Thouet
Châtillon-sur-Thouet település Franciaországban, Deux-Sèvres megyében. Lakosainak száma 2675 fő (2022. január 1.). Châtillon-sur-Thouet Adilly, Amailloux, Parthenay, La Peyratte, Saint-Aubin-le-Cloud, Le Tallud és Viennay községekkel határos.

## Népesség
A település népességének változása:
| Lakosok száma | 2736 | 2701 | 2742 | 2685 | 2681 | 2678 | 2671 | 2671 | 2675 |
|               | 2013 | 2015 | 2016 | 2017 | 2018 | 2019 | 2020 | 2021 | 2022 |